# Тъмна материя (сериал)
„Тъмна материя“ (на английски: Dark Matter) e канадски научнофантастичен сериал, базиран на комикса със същото име и излъчван по телевизия Space от 12 юни 2015 г.
В САЩ се излъчва по Syfy. Първи сезон е от 13 епизода. Снимките на сериала са от 9 януари до 20 май 2015 г. в Торонто, Канада. Сериалът официално е прекратен на 1 септември 2017 г. след излъчени 3 сезона.

## Сюжет
Внимание:  Текстът по-долу разкрива сюжета на произведението (или части от него)!
Шестима непознати се събуждат на борда на космически кораб, носещ се в космоса без спомени кои са и как са се озовали там. Наименуват се от първи до шести, в зависимост кой кога се е събудил. Впоследствие те стабилизират кораба и се опитват да разберат какво се е случило с тях.

## Излъчване
| Сезон | Сезон | Епизоди | Начало на сезона | Край на сезона    |
| ----- | ----- | ------- | ---------------- | ----------------- |
|       | 1     | 13      | 12 юни 2015      | 28 август 2015    |
|       | 2     | 13      | 1 юли 2016       | 16 септември 2016 |
|       | 3     | 13      | 9 юни 2017       | 25 август 2017    |

## Герои

### Главни
- Марк Бендейвид – Първи / Джейс Корсо
- Мелиса О'Нийл – Втора / Порша Лин
- Антъни Лемке – Трети / Маркъс Буун
- Алекс Малари Джуниър – Четвърти / Рио Тетцудо
- Джодел Фърланд – Пети / Дас
- Роджър Крос – Шести / Грифин Джоунс
- Зоуи Палмър – Андроидът[6]

### Второстепенни
- Аманда Бругъл – Кийли[7]
- Уил Уийтън – Алекс Руук[8]
- Дейвид Хюлет – Табор Калчек